# Dieter Wendisch
Dieter Wendisch (* 9. Mai 1953 in Gauernitz) ist ein früherer deutscher Ruderer, der für die DDR startete.
Dieter Wendisch startete für den SC Einheit Dresden, wo er von Hans Eckstein trainiert wurde. Mit dem Vierer mit Steuermann seines Vereins wurde Wendisch 1969 Jugendmeister, 1971 Juniorenmeister der DDR. 1975 wurde er in den Achter versetzt und in die Nationalmannschaft der DDR berufen. Mit dem Achter wurde er Weltmeister und 1976 in Montreal Olympiasieger. Für diesen Erfolg erhielt auch er den Vaterländischen Verdienstorden in Silber. 1977 kehrte er wieder in den gesteuerten Vierer zurück. 1977 und 1978 konnte er in dieser Bootsklasse Weltmeister werden, auch bei den Olympischen Sommerspielen 1980 in Moskau gewann er Gold. Nach den Spielen erhielt er 1980 auch den Vaterländischen Verdienstorden in Gold.
Nach seiner aktiven Karriere arbeitete der gelernte Maschinenbauer im VEB Kombinat Zentronik Dresden. Heute ist er der technische Leiter der Bobbahn Altenberg.